# Dochiariouklooster

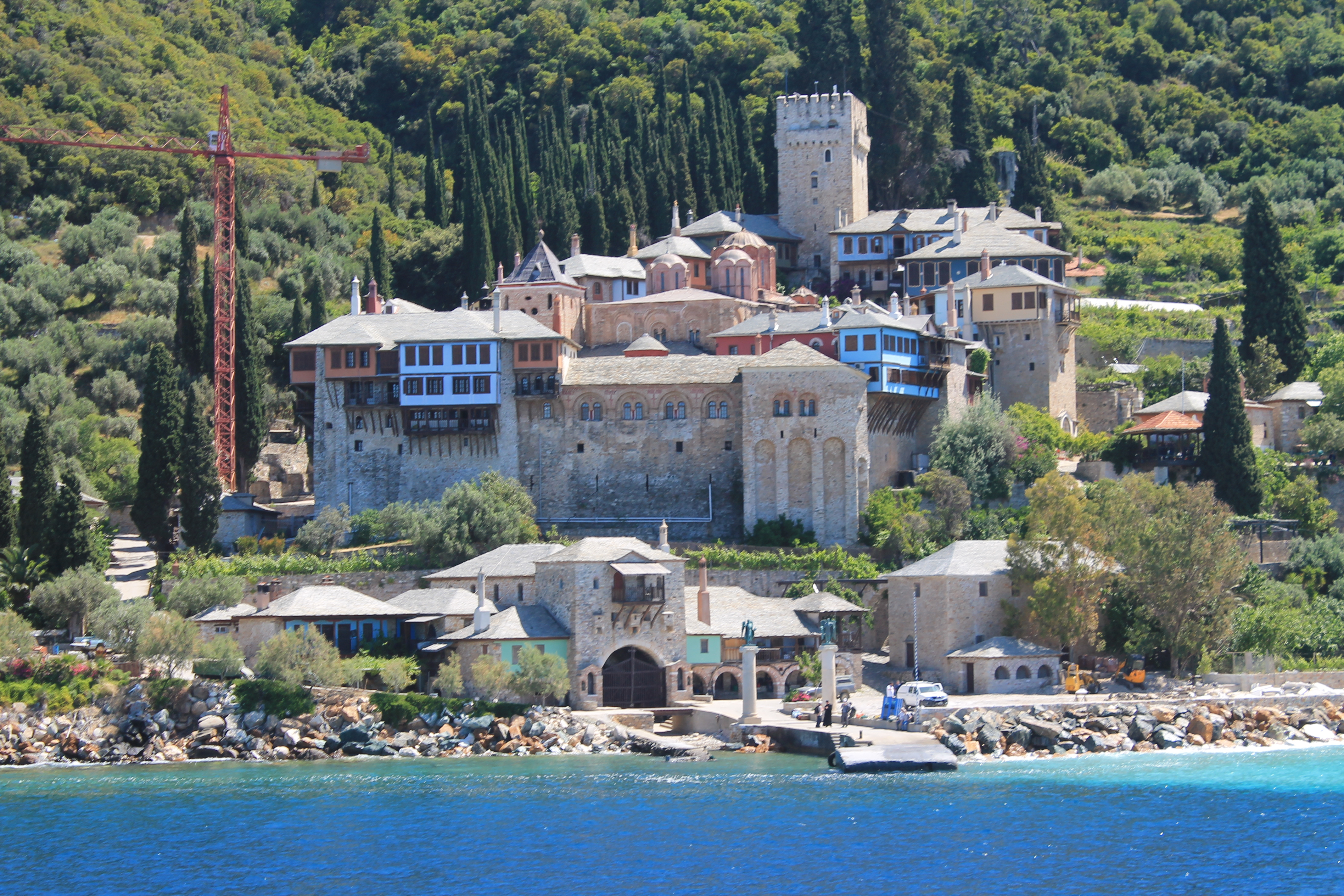
Het Dochiariouklooster

Het Dochiariouklooster (Grieks: Μονή Δοχειαρίου) is een Grieks-orthodox klooster op Oros Athos in Griekenland. Het staat in de hiërarchisch rangorde van kloosters op het schiereiland op de 10e plaats en is gewijd aan de aartsengelen Michaël en Gabriël. Er leven anno 2020 ongeveer dertig monniken in het klooster.
Het klooster is in de 10e eeuw gesticht. Een van de culturele schatten die in het klooster bezit is een icoon van de Maagd Gorgoypikoos ("zij die spoedig hoort"). De bibliotheek bevat 545 manuscripten, waarvan 62 op perkament, en meer dan 5000 gedrukte boeken.